# Piccole cose di valore non quantificabile
Piccole cose di valore non quantificabile è un cortometraggio del 1999, diretto da Paolo Genovese e Luca Miniero e prodotto da Zebra Production. Nel 1999 è stato presentato al festival Lo sbarco dei corti.

## Trama
Un brigadiere dei carabinieri registra la curiosa denuncia di una ragazza, Francesca Boitani, che sostiene di essere stata derubata di tutti i sogni.

## Riconoscimenti
Ha ottenuto i seguenti riconoscimenti:
- Festival Lo sbarco dei corti: Miglior cortometraggio; Premio del pubblico, Premio Film Universal;
- Linea d'ombra: Miglior cortometraggio;
- Genova Film Festival: Premio della critica;
- Capalbio Film Festival: Premio F.I.C.E., Premio Giuria Ragazzi;
- Premio Massimo Troisi: Menzione speciale della Giuria;
- Montpellier International Film Festival: Premio speciale della Giuria;
- Cortinametraggio: Premio miglior soggetto;
- Fano Film Festival: Miglior cortometraggio, miglior attrice protagonista.